# 書店

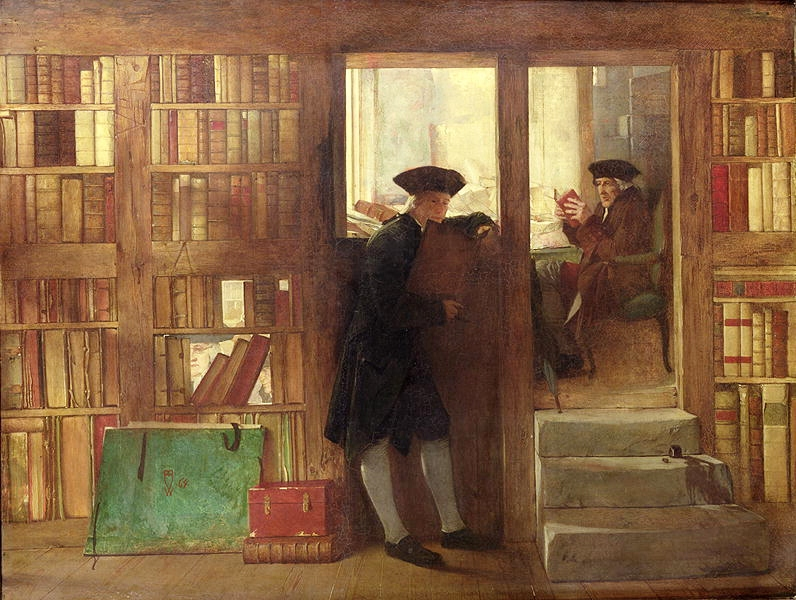
書店を描いた1891年の絵画（William Fettes Douglas　画）

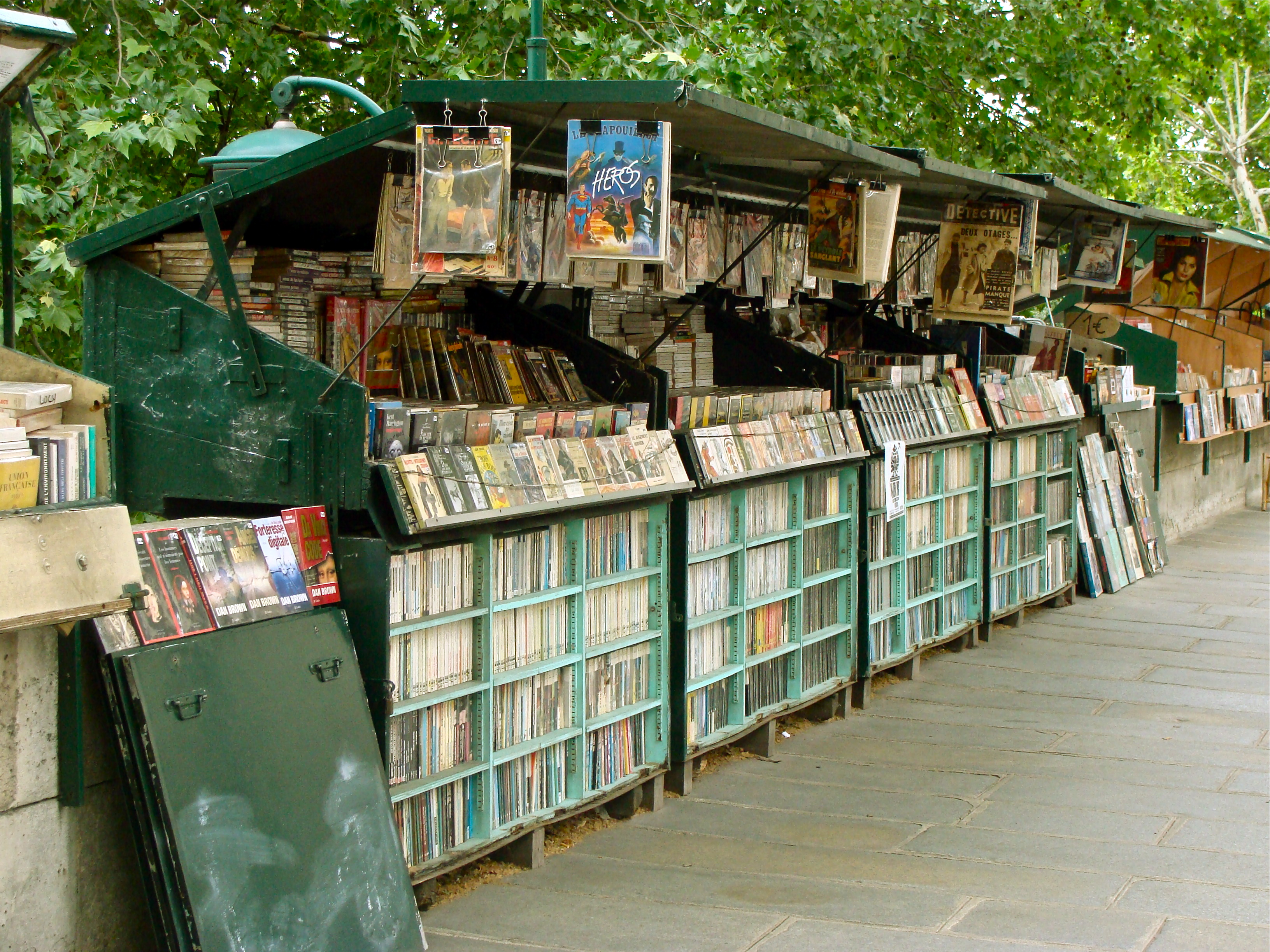
フランスで非常に多い bouquiniste ブキニスト。古書を中心に広く書籍や、またしばしばデッサン類・写真類や音楽メディアなど様々なものを扱う露店。写真はパリのセーヌの川岸にずらりと並んだブキニスト。閉店時には本を箱の中に収め蓋を閉じて鍵をかける。

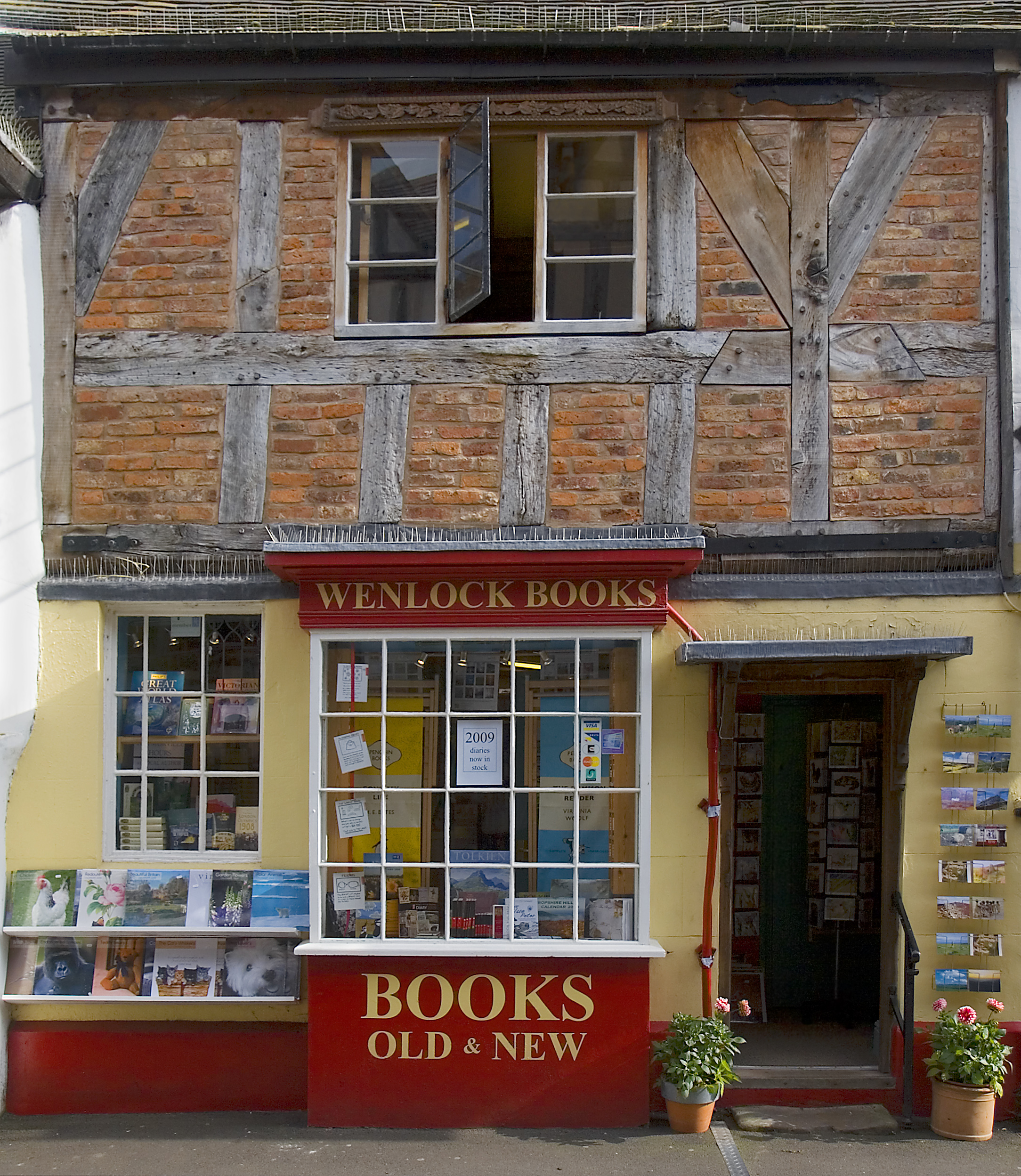
イギリスの現代の書店（Much Wenlockにて）

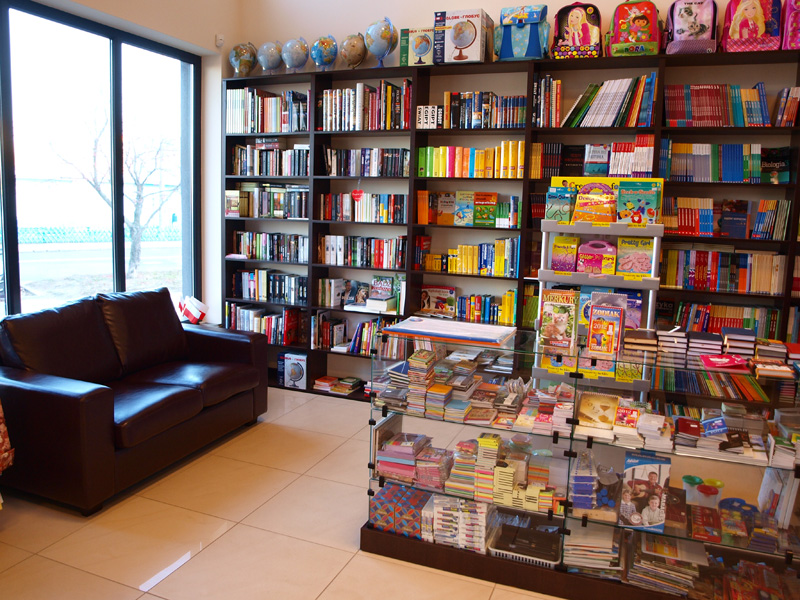
ポーランドの書店の店内。客が座るためのソファーが置いてある。

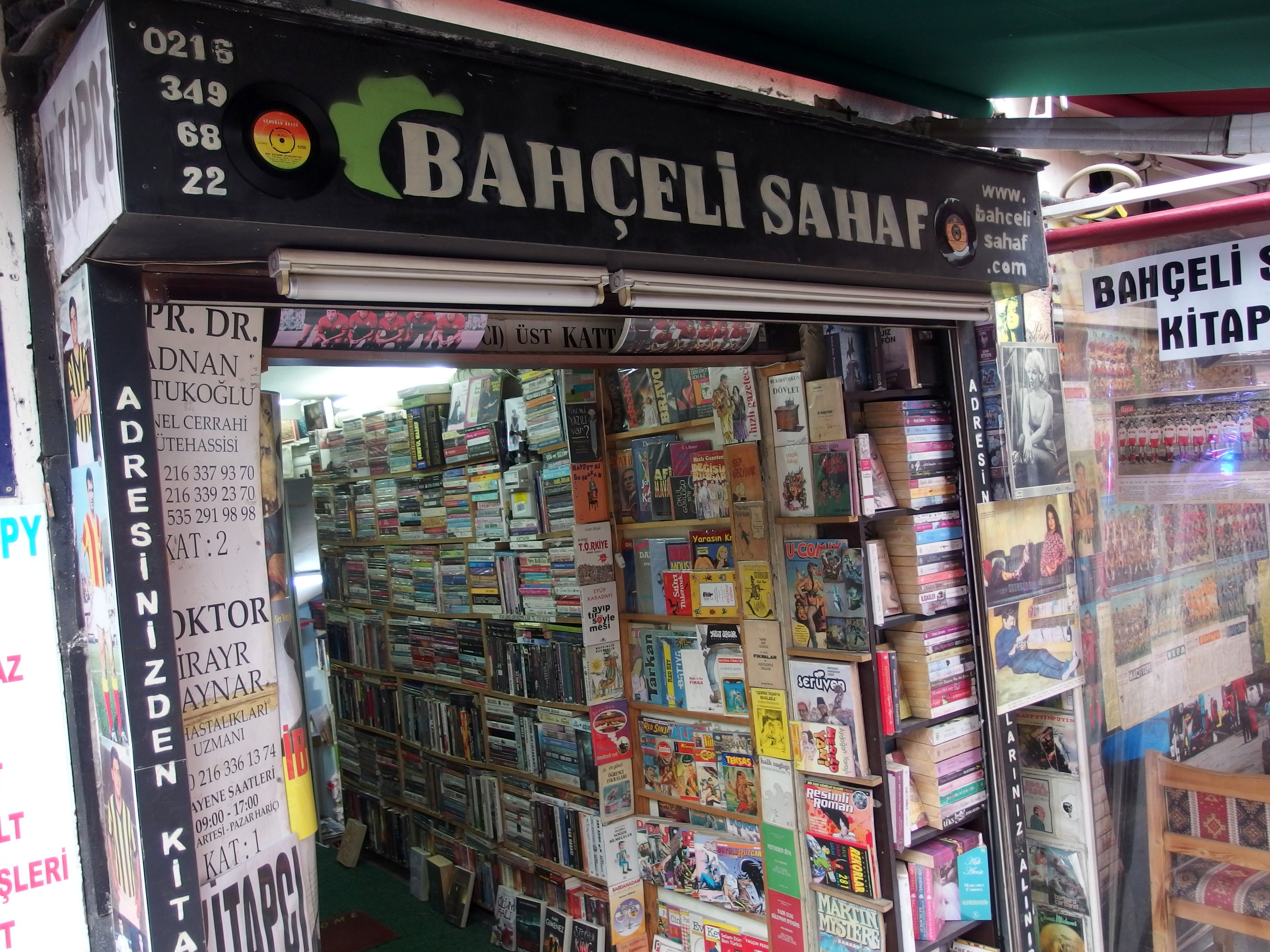
トルコ、イスタンブールの書店の店頭。

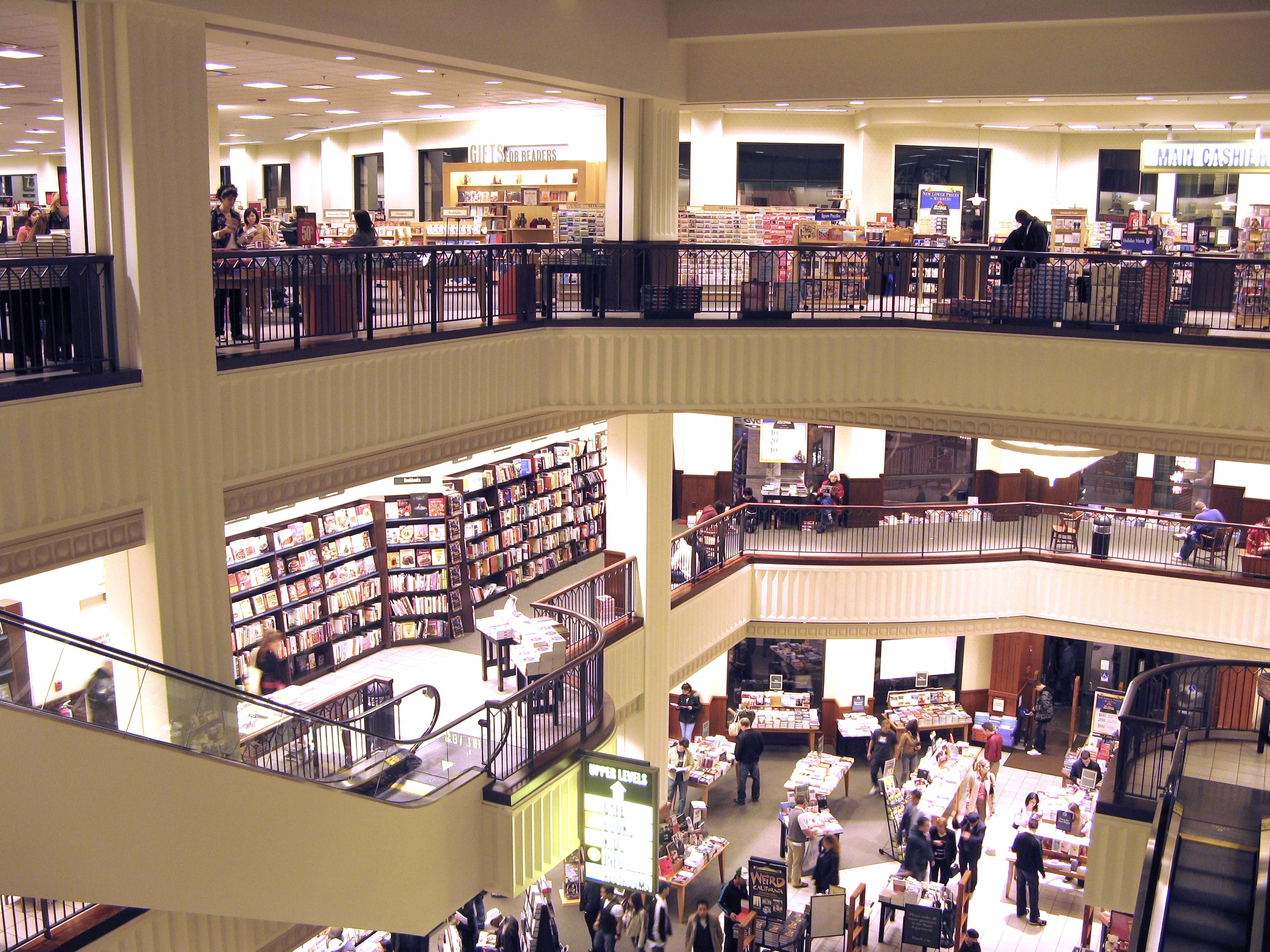
アメリカ合衆国、L.A.にあるバーンズ・アンド・ノーブルの店内

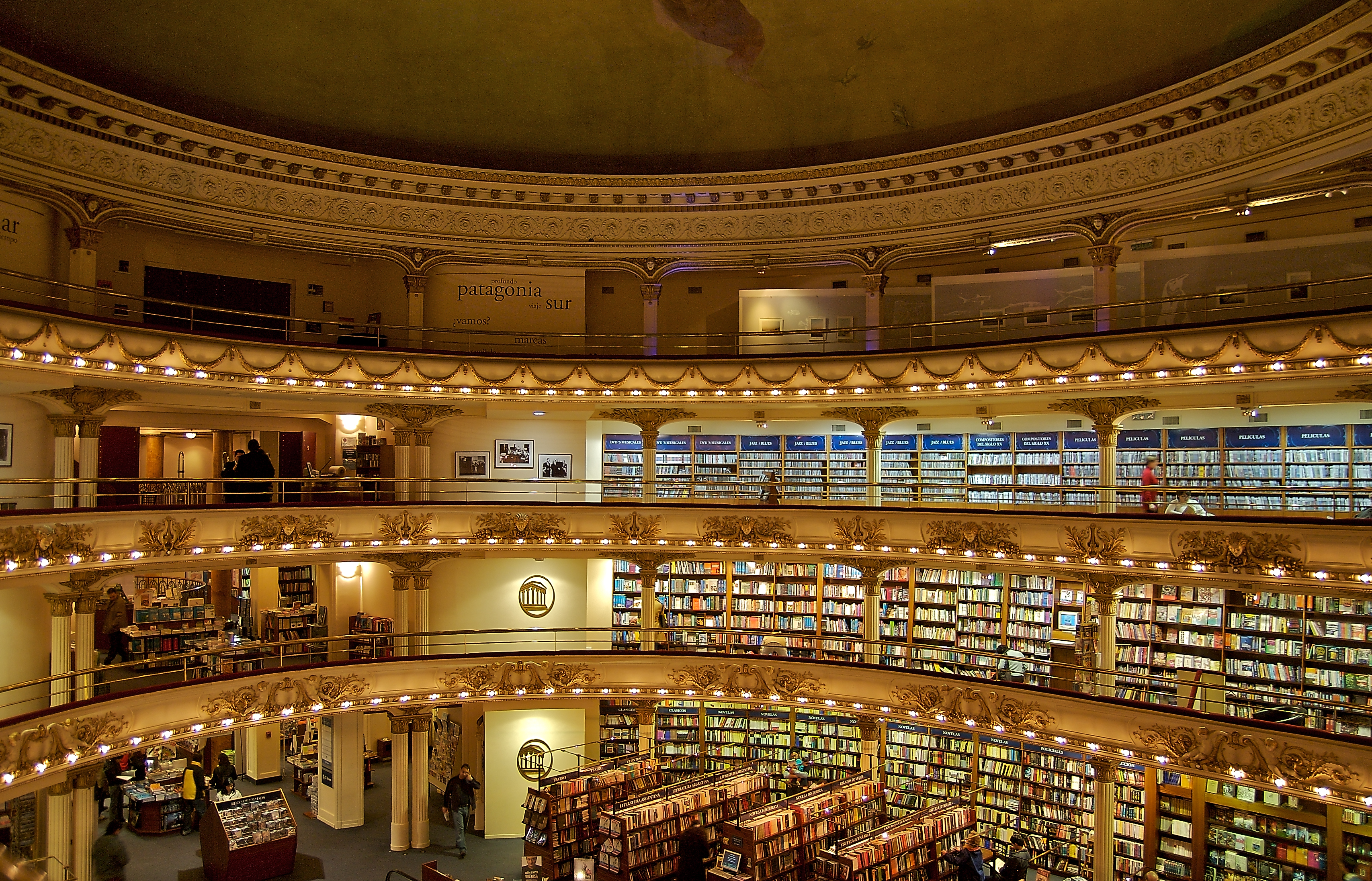
ブエノスアイレス、アルゼンチンの書店

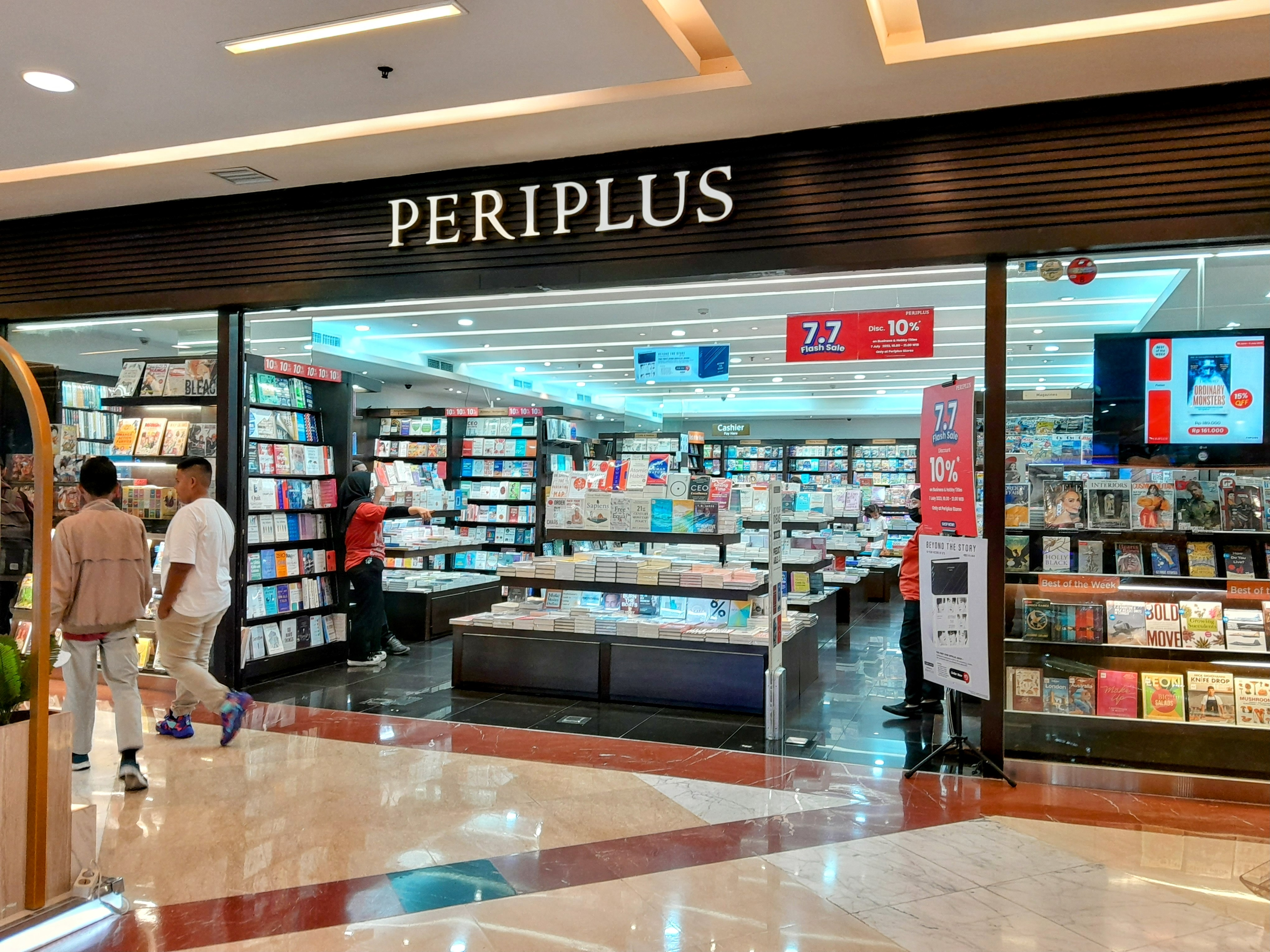
インドネシア、ジャカルタの書店

書店（しょてん、英:bookstore, bookshop）とは、本の店、という意味で、より具体的には書籍や雑誌の小売店や卸業者や出版社である。本屋（ほんや）とも呼ばれ、古い時代の呼称として「書肆（しょし）」もある。本項では小売書店を中心に概説する。
書籍を扱う業者には、本を作る出版社、出版社から本を大量に仕入れ各地の小売店に卸売する業者、本を読者となる個人や組織に販売する業者などがある。出版・印刷業界では、出版社を「版元（はんもと）」、卸業者を「取次（とりつぎ）」、小売店を「小売書店」などと呼び分けている。

## 歴史

### ヨーロッパ
古代ローマで共和制の末期には、人々の間で本を自宅で多数持つことが流行したので、書籍を扱う商人も栄えた。
中世ヨーロッパにおいて書籍を大量に持っていたのは修道院であり、修道院内で写本の作成などが行われていた。この段階では書籍を扱う業者が出る幕はあまりなかったが、グーテンベルクの印刷技術が実現し、キリスト教関連の書籍である『聖書』や聖歌集等が日常語で印刷されて人々に大量に届けられる必要が出てきた段階で、書籍取り扱い業者としての書店の役割が大きくなっていった。

### アメリカ合衆国
アメリカ合衆国では小売書店以外の販売ルートが数多くあったため、昔から小売書店の地位は日本ほど高くない。例えば1930年代にマスマーケット・ペーパーバックが登場したが、書店ではなく新聞スタンドが取り扱った。第二次世界大戦後もブック・クラブのような通信販売が人気を博した。書籍販売に占める小売書店の割合は歴史的に3割程度で、現在でも割合に変化はない。
アメリカの小売書店は、1960年代まではハードカバーを取り扱う個人書店が主流だった。1970年代にビー・ドルトンやウォルデンブックスのような郊外型の大型チェーン店が登場し、急速に発展した。両社はマス・ペーパーバックの販売に力を入れるとともに新刊書や超ベストセラー（ブロックバスター）を重視し、回転率を至上命令としたため返本が問題となった。1980年代にはビー・ドルトンやウォルデンブックスは更に発展し、マス・ペーパーバックだけでなく、雑誌販売にも力を入れるとともに、副商品としてビデオソフトやコンピューターゲーム、カレンダーの販売も開始した。一方で書籍の大幅割引（1割引から3割引）を行うクラウン書店が一世を風靡した。また買取制が始まった。
1990年代には10万点以上の在庫を持つ超大型書店（スーパーストア）が流行した。一方でコストコの親会社であるウェアハウス・クラブが食料品や雑貨などとともに書籍の大幅割引（4割引から9割引）を行った。
業界再編が行われ、ビー・ドルトンはバーンズ・アンド・ノーブルに、ウォルデンブックスはボーダーズ・グループに、クラウン書店もランダムハウスに買収された。
2011年現在、アメリカでは書店ビジネスそのものが消滅の危機に瀕している。上述のボーダーズ・グループはアメリカで2位の書店チェーンだったが、連邦倒産法の適用を申請して倒産した。背景にはインターネットでの書籍販売や電子書籍の普及が指摘されている。

### 中国
古代中国においては、後漢時代に最初の書店の記録が見られる。唐代、宋代になると商業出版が盛んになり、書店の数は飛躍的に増えた。

### 日本
日本では中世まで書物は寺院や朝廷が所蔵するもので外にはなかなか出ないものだった。個人の所蔵する本などが子孫に伝わらず何らかの事情で売らざるを得なくなることを「沽却」といったが、それは不名誉なことで表には出にくかった。12世紀になると京都で経などの造本を行う経師が本の売買も手がけるようになった。
江戸時代になると京都で出版を兼ねた書店（書林）が出現した。大坂や江戸では古本の販売が先に始まり、17世紀後半になって出版も行うようになった。江戸時代の書店は出版、自店の出版物の卸売・販売、他店の出版物の販売、古本の販売を広く行っていた。
明治20年代には近代の書籍関連業界の形態として、版元、取次、書店などが別々に存在するようになった。三省堂（三省堂書店）や岩波書店、東京堂出版（東京堂書店）のように、明治期、大正期から続く出版社は小売書店（古書店を含む）をその祖に持つものも多く、また現在でも大規模小売書店や大手卸業者の多くが出版部門を持っていることから、厳密な分類は困難かつ無意味という面がある。

## 日本の書店
書籍と雑誌を両方販売している。欧米では、雑誌は新聞スタンドやキヨスクで売られている。
再販制度による定価販売制と、出版社からの委託販売制を取っている。

### 種類
新刊書店
商店街に店を構える小規模店や、駅前の百貨店や郊外の大型店の内部に店を構える店舗、都市の中心となる地場書店、広い駐車場を確保して車での利用者を狙うチェーン店、レンタルビデオやテレビゲーム（ハード・ソフト）などを同時に扱う店舗などがしのぎを削る。看板には店舗名より「本」の文字を大きく掲げている店舗が多い。雑誌を揃えて長時間営業を行うコンビニエンスストアも広い意味では競合相手である。また、一部の書店では、特定の領域に特化した品揃えを行うことによって差別化を図っている。
2023年12月19日更新時点で共有書店マスタに登録された書店店舗は11,092店舗。
古書店
オンライン書店
インターネット黎明期の1995年12月に、つるや書店が取次を経由してインターネットを利用した「ツルヤオンラインブックショップ」を開設した。
2023年12月19日更新時点で共有書店マスタに登録されたネット店は90店舗。
独立系書店（本のセレクトショップ）
独立系書店とは、オーナーや書店員が選書したおすすめ本を販売している書店を指す。新刊・古本・ZINE、本にまつわる雑貨など、さまざまなジャンルの商品を扱い、本のセレクトショップとも呼ばれる。「恵文社一乗寺店」や「誠光社」、「ブックスキューブリック」などが有名。

### 日本の主な書店
書店チェーンとしては「TSUTAYA」「蔦屋書店」を運営するカルチュア・コンビニエンス・クラブ（書籍・雑誌の2021年年間国内販売額1376億円）が紀伊國屋書店（2021年8月期単独売上高978億9000万円、店売総本部売上高450億4800万円）を上回る国内最大手である。
| 会社名                             | 店舗名 | 店舗数 | 補足情報                                                   |
| ---------------------------------- | --- | ------ | ---------------------------------------------------------- |
| 紀伊國屋書店                       | | 68     |                                                            |
| 丸善ジュンク堂書店                 | 丸善、ジュンク堂書店、戸田書店 |        |                                                            |
| 有隣堂                             | |        |                                                            |
| カルチュア・コンビニエンス・クラブ | 蔦屋書店、TSUTAYA、軽井沢書店 |        |                                                            |
| NICリテールズ                      | TSUTAYA、リブロ、BOOKSえみたす、積文館書店、よむよむ、オリオン書房、CROSSBOOKS、ブックセンタークエスト、文榮堂、あゆみBOOKS、文禄堂、PAPER WALL、パルコブックセンターなど |        | 日販グループホールディングスの子会社                       |
| 未来屋書店                         | |        | イオン株式会社の子会社                                     |
| くまざわ書店                       | くまざわ書店、いけだ書店、ACADEMIAなど |        |                                                            |
| トップカルチャー                   | 蔦屋書店、TSUTAYA |        | トーハンの関連会社                                         |
| 三洋堂書店                         | |        |                                                            |
| 精文館書店                         | 精文館書店、TSUTAYA |        | 日本出版販売とカルチュア・コンビニエンス・クラブの関連会社 |
| 文教堂                             | |        |                                                            |
| 三省堂書店                         | |        |                                                            |
| リラィアブル                       | コーチャンフォー、リラィアブル |        |                                                            |
| 明屋書店                           | 明屋書店、金龍堂 | 79     | トーハンの子会社                                           |
| 大垣書店                           | |        |                                                            |
| オー・エンターテイメント           | WAY書店、TSUTAYA WAY |        |                                                            |
| キクヤ図書販売                     | 喜久屋書店 |        |                                                            |
| ブックエース                       | ブックエース／TSUTAYA、川又書店 |        | カルチュア・コンビニエンス・クラブの関連会社               |
| 宮脇書店                           | | 220    |                                                            |
| 明林堂書店                         | | 59     | 宮脇書店 の子会社                                          |
| ブックファースト                   | ブックファースト、アミーゴ書店、アバンティブックセンター | 69     | トーハンの子会社                                           |
| スーパーブックス                   | 住吉書房、山下書店、オークスブックセンター、スーパーブックス、メディアライン、書房すみよし、あおい書店など                                                                | 59     | トーハンの子会社                                           |
| 京王書籍販売                       | 啓文堂書店 |        | 京王電鉄の子会社                                           |
| ブックオフコーポレーション         | BOOKOFF（流水書房）、青山ブックセンター |        | 古本屋チェーン大手                                         |
| アニメイト                         | |        |                                                            |
| ヴィレッジヴァンガード             | |        |                                                            |
| ゲオストア                         | ゲオ |        |                                                            |
| REXT                               | WonderGOO |        |                                                            |

### 取次と配本システム
書籍は出版社から取次を経て、書店に入荷する。書店への入荷を配本と言うが、配本される本の種類・部数などは、取次側が決定するのが基本である（パターン配本）。配本された本は書店で陳列され販売される。委託販売制を取っているので、一定期間を過ぎても売れ残った本は取次を経由して出版社に返却される（返本）。
このシステムのメリットは、書店にとっては売れ残りのリスクを負わず、パターン配本により仕入れに頭を悩ませる必要がなく値付けの手間がかからない。出版社にとっては返本可能にしたことで書店に販売を引き受けてもらいやすくなり、物流や書店からの代金回収を取次が代行してくれ身軽になれる、という点にある。
しかし現実には各者それぞれの不満もある。
- 書店
  - パターン配本により、いらない本まで送られてくる。いる本が来ない。
  - 特に中国・九州では、平成30年7月豪雨以降、首都圏よりも3〜5日遅れて配本されることが常態化している[14]。
  - 特に小規模な書店では、取次の配本が大型店やコンビニに重点的に行われているため、客を奪われてしまう。実際、昨今の版元の初版部数は全国の書店に1冊ずつも行き渡らない部数のため、小規模書店は初版時には配本されず、販売時期を逸することが慢性化してきている。
  - 新刊が小規模な書店へと行き渡らないことで客足は遠のき、既刊や雑誌まで売れなくなる。
  - 配本される書籍の原価が定価の80%と高く、粗利が低い（ただし、仕入れのリスクを負っていない以上、リターンが少ないのは当然とも言える）。
  - 再販制度の元では値下げできないので、買い切りの本が売れ残ると損切りもできない。
- 出版社
  - 売上の4割とも言われる多数の返本に苦しんでいる。ひどい場合にはベストセラーを出したにもかかわらず、返品多数で倒産してしまうことすらある（ベストセラー倒産）。これは書店がリスクを負わない仕組みのため、どうしても注文数が過剰になってしまうからである。これを防ぐため、出版社の中には岩波書店のように買い切りしか認めないところもある。
  - 全国書店への配本を活性化させるはずの取次連動型POSシステムが、一部大型書店による更なるベストセラーの寡占を生み出し、結果的に全国での販売総冊数が落ち込み、その一方で返本が増大するという悪循環へと陥っている。そのため、出版社の一部には流通や書店を介さずインターネットなどで直接自社販売を行うところも出始めている。

### 書店数の減少

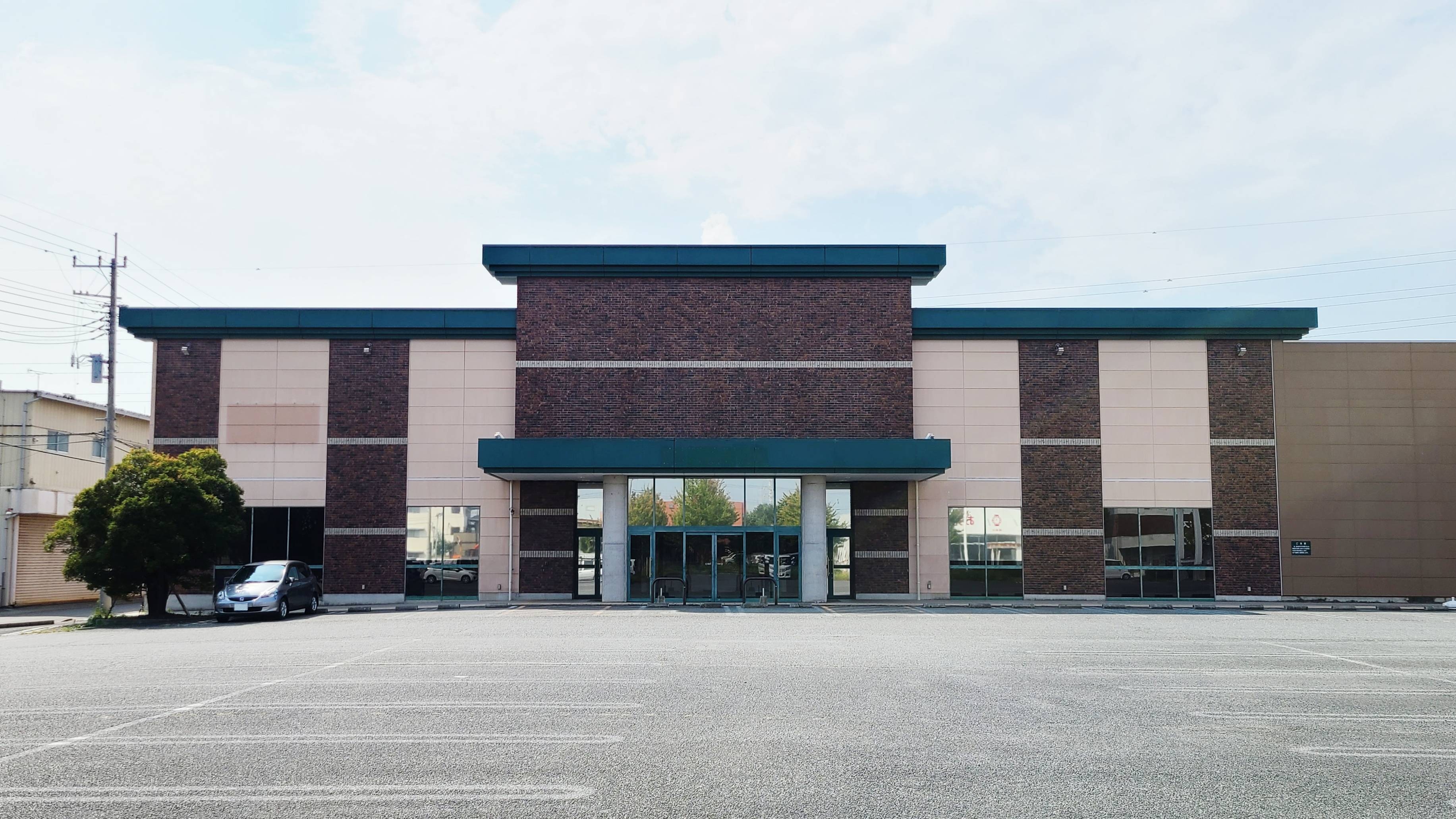
2024年7月に閉店した蔦屋書店太田店跡（群馬県太田市、2024年9月撮影）

1990年代の終わりに2万3,000店ほどあった書店は、2018年には1万2,026店にまで半減。さらにこの店舗数には雑誌スタンドなども含まれるため、書籍を販売する「書店」の数としては図書カード端末機を設置する約8,800店（日本図書普及発表）が実態に近いとされる。日本の書店は活字だらけの書籍に比べて写真や図面を多く掲載している雑誌やムックの取り扱い比率が高いという特徴があり、インターネットの普及と出版不況による「雑誌離れ」により、雑誌販売の比率が高い町の書店は急速に数を減らしていった。
インターネットの普及による情報源の多元化、雑誌発売時点での情報鮮度の低下により雑誌が売れなくなり、書籍でもスマホと電子書籍の普及により書店利用者は減少傾向にある。さらに長引く平成不況（失われた30年）や消費税増税などによる嗜好品の購買抑制傾向により、雑誌や娯楽書籍の売上が低下し、活字離れ・出版不況の状況となった。
こうした状況でも数字が見込めたのがヘイト本や日本礼賛本であり、1990年代後半から徐々に増加し書店に溢れるようになり、2013年から2014年にかけてのブーム期には本棚を占拠、その後2016年のヘイトスピーチ解消法などで一時盛り下がるがまた増加した。
また大都市圏における大型書店と中小規模書店の客の奪い合いも激化し、特に大型書店の旗艦店がある都市へJRや私鉄で乗り換えなしで行ける都市ではストロー効果の影響もあってその傾向が強い。中小書店の廃業や倒産により、書店が1店もない自治体も増加している。
更に書店は慢性的な店員不足の状態が続いており、イメージとは裏腹に重量物を多数取り扱う肉体労働であることから、体調を崩して離職するケースが後を絶たない。
こうした状況から、特に小規模な書店では経営が難しくなり廃業が相次いでいる。小規模書店は商店街に店を構えるケースも多く中心市街地の衰退の影響も大きい。地域の小さな書店で本を買える環境を守るためとして、再販価格制度の維持が主張されているという面もある。

### 日本の書店業界の問題
その他、書店業界を取り巻く現状の問題点をここに挙げる。
- 古書店の出店拡大により換金目的での万引きが増加[要出典]。前述の通り書籍は単品当たりの利益幅が低いため、一冊あたりの損失を補填するためにその何倍もの売り上げが必要となる。
- 分冊百科や付録付き書籍などの大型商品の増加により売場スペースが占有され、取扱商品総数が減少する問題。一般的に書店の場合は店舗あたりの取扱商品総数が多ければ多いほど売上が増えるため、これが間接的に利益減少を招く要因のひとつとなっている。
- 年間あたりの新刊出版数が増加の一方を辿り、もはや従来の手書き手法では発注管理が不可能となる。対策としてPOSシステムを導入しても専任の担当者が必要となることで、更なるコストの増大と労働時間の増加を招くものの、以前のように単純なレジシステムに戻すに戻せないというジレンマがある。

### 日本での業界用語
客注（きゃくちゅう）
書籍を顧客が依頼して取り寄せる際、書店内や版元・取次に対して特に客からの注文であるということを指す用語。「客」と呼び捨てにしていることなどから顧客向けには一般的に使用しない。ただしこの用語は書店業界以外でも広く用いられている。
短冊（たんざく）
注文短冊とも。書店が出版社や取次などへ発注する際に利用される。ただし中規模以上の書店はPOSと連動した発注システムを構築し、短冊を用いた注文はしないようになってきている。
番線（ばんせん）
書籍の取次会社が取引関係のある個々の書店に対して割り当てるコード。中規模以上の書店は「普通番線」の他、「客注番線」を分けて持つ場合が多い。版元が書店に対し書籍を送付する際、番線を伝票に記入し取次に搬入すればその番線の書店に届けられる。また、書店が版元に対して注文を出す場合は番線印を注文書に押印することになる。
売れ筋（うれすじ）
回転率が良く、棚に置けば高確率で売れる商品のこと。ロングセラーとも。
死に筋（しにすじ）
回転率が悪く、長い間売れていない商品のこと。一般書店ではスペースの無駄として順次撤去されるが、専門書店などではこれを希少価値と見てあえてそのまま並べている場合もある。
拡材（かくざい）
いわゆる販促品。ポスターやPOPのほか、旗や専用棚などの大型の物もある。
ストック
店頭には並んでいないが、在庫としてバックヤードや本棚下の引き出しなどに保管されている商品。この用語も書店業界以外でも広く用いられる。

## 海外の主な書店

### アメリカ合衆国
- バーンズ・アンド・ノーブル
- ボーダーズ・グループ

### イギリス
- W・H・スミス
- ウォーターストーンズ

### フランス

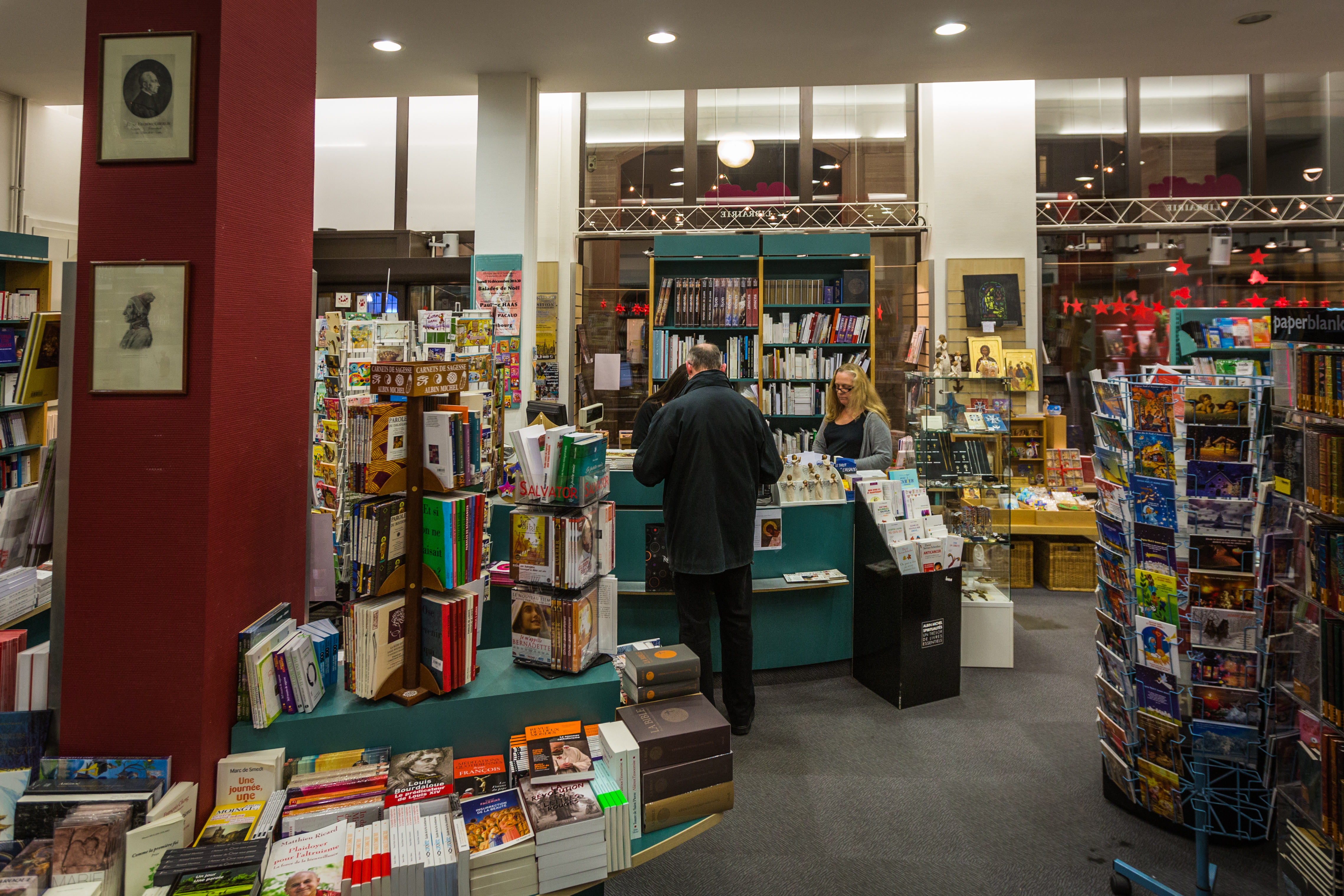
ストラスブールの書店 :fr:Librairie Oberlinの店内

- フナック

### ドイツ
- DBH
- タリア
- フーゲンドゥーベル

### 中国
- 新華書店

### 香港
- 商務印書館
- 中華書局

### 台湾
- 誠品書店

### 韓国
- 教保文庫